# Билаган
Билаган (азерб. Biləyən) — село в Боятском административно-территориальном округе Агдажбединского района Азербайджана.

## Этимология
Название возводится к алтайскому слову «пиля» (равнина, степь) и окончания «-ган», характеризующего населенный пункт.

## История
Село Билаган в 1913 году согласно административно-территориальному делению Елизаветпольской губернии относилось к Гиндархскому сельскому обществу Шушинского уезда.
В 1926 году согласно административно-территориальному делению Азербайджанской ССР село относилось к дайре Агджабеды Агдамского уезда.
После реформы административного деления и упразднения уездов в 1929 году был образован Боятский сельсовет в Агджабединском районе Азербайджанской ССР.
Согласно административному делению 1961 и 1977 года село Боят входило в Боятский сельсовет Агджабединского района Азербайджанской ССР.
В 1999 году в Азербайджане была проведена административная реформа и внутри Боятского административно-территориального округа был учрежден Боятский муниципалитет Агджабединского района, куда вошло село Билаган.

## География
Билаган расположен в Карабахской степи, на трассе Агджабеди-Агдам.
Село находится в 4 километрах от центра муниципалитета Боят, в 29 км от райцентра Агджабеди и в 307 км от Баку. Ближайшая железнодорожная станция — Агдам (действующая — Халадж).
Село находится на высоте 146 метров над уровнем моря.

## Население
| Численность населения | Численность населения | Численность населения | Численность населения |
| 1886                  | 1984                  | 1999                  | 2009                  |
| --------------------- | --------------------- | --------------------- | --------------------- |
| 40                    | ↗440                  | ↗680                  | ↗697                  |

В 1886 году в селе проживало 40 человек, все — азербайджанцы, по вероисповеданию — мусульмане-шииты.
Население преимущественно занимается хлопководством, животноводством и выращиванием зерновых.

## Климат
Среднегодовая температура воздуха в селе составляет +14,0 °C. В селе полупустынный климат.

## Инфраструктура
В селе расположены средняя школа, детский сад, библиотека, фельдшерско-акушерский и медицинский пункты.